# Sentinumi csata
A sentinumi csata volt a harmadik samnis háború döntő csatája, amit i. e. 295-ben vívtak Sentinum közelében (Sassoferrato mellett), amiben a rómaiak képesek voltak legyőzni a szamnitákat. Róma ezzel folytatta Közép-Itália egyesítését.
A rómaiakat Publius Decius Mus és Fabius Maximus Rullianus vezette, számuk körülbelül 38 000 fő volt, ami 4 légiót tett ki.[forrás?] Az ellenfeleik szamniták és gallok voltak.
A két hadsereg, ugyanaz az erő, megérkezett Sentinumhoz, de várt két napot az ütközettel. Fabius szembeszállt a szamnitákkal Decius pedig a gallokkal. A csata végül római győzelemmel végződött, a gallokat visszavonulásra kényszerítették.